# بئر العبد (مركز)
مركز بئر العبد، مركز إداري مصري. يقع في محافظة شمال سيناء الواقعة في جمهورية مصر العربية. القاعدة الإدارية للمركز هي مدينة بئر العبد.

## مناطق بئر العبد
قرى المركز 24 هي : الشيخ زايد - بالوظه - الاحرار - الشهداء - رمانه - 6اكتوبر - الكرامة - رابعه - قاطيه - الجناين - المريح - اقطيه - الشوحط - ام عقبه - السلام - نجيله - النصر - الخربة - النجاح - سلمانه – التلول - السادات - الروضة.

## أهم المعالم
بحيرة البردويل ــ قلعة وآثار الفرما ــ قلعة الطينة ــ قلعة المحمديه الإسلامية ــ قلعة البلاح ــ اثار قاطيه وقصرويت ــ محمية الزرانيق ــ سبخة العمياء ـــ طريق حورس الحربى القديم والدرب السلطانى ــ شاطئ رمانه وبالوظه السياحى ـــ جزيرة القلس - مشروع ملاحات سبيكة – مدخل المحافظة الغربي - ممشى الرواق – مدخل المدينة الغربي .